# Rožmberk nad Vltavou
Rožmberk nad Vltavou es una localidad del distrito de Český Krumlov en la región de Bohemia Meridional, República Checa, con una población estimada a principio del año 2018 de 353 habitantes. 
Se encuentra ubicada en al sur de la región, en la zona de la selva de Bohemia, al sur de la ciudad de Praga, de la orilla del río Moldava —el más largo del país, afluente del río Elba— y al norte de la frontera con Austria.

## Galería

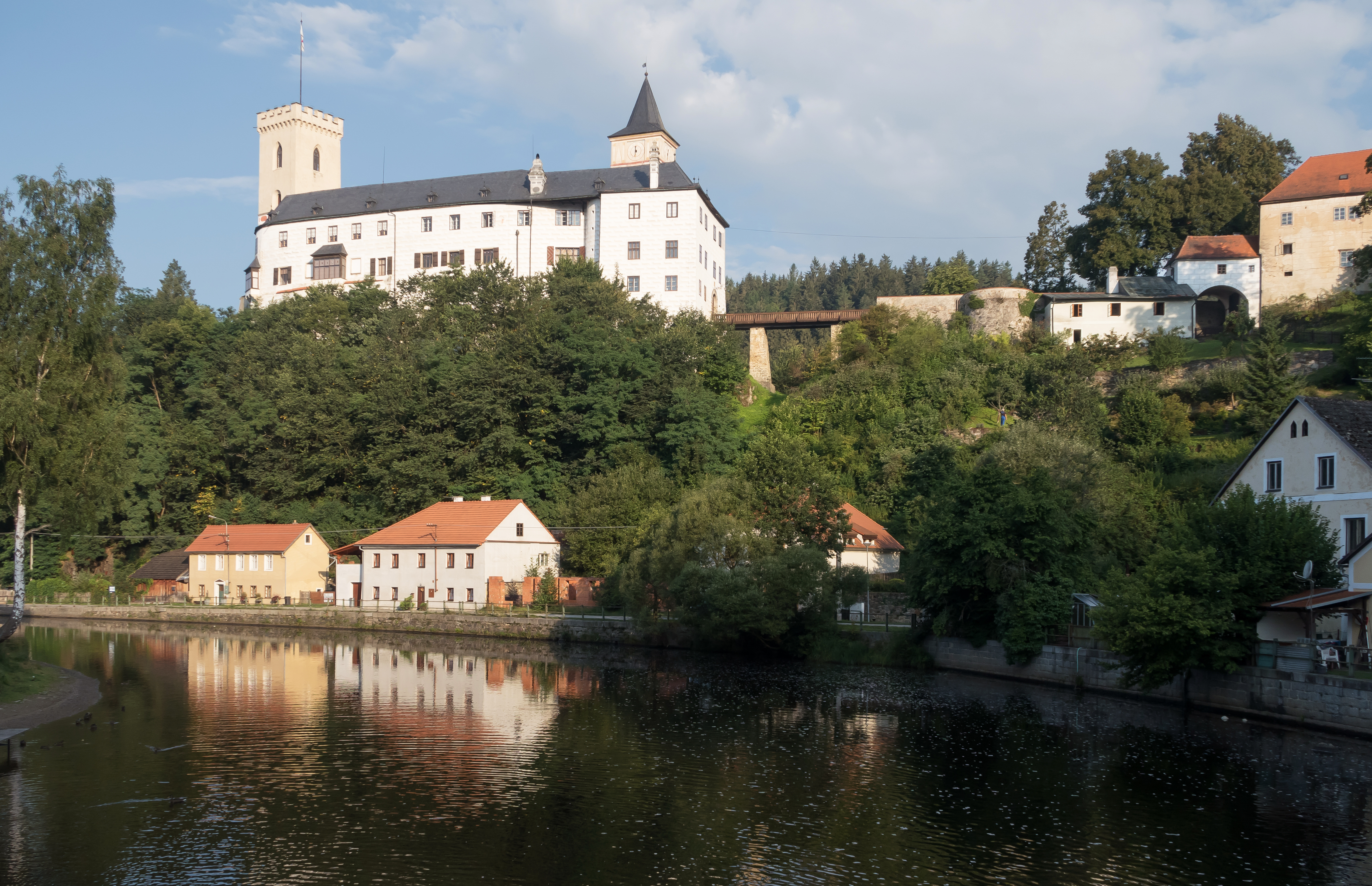
El castillo: hrad Rožmberk
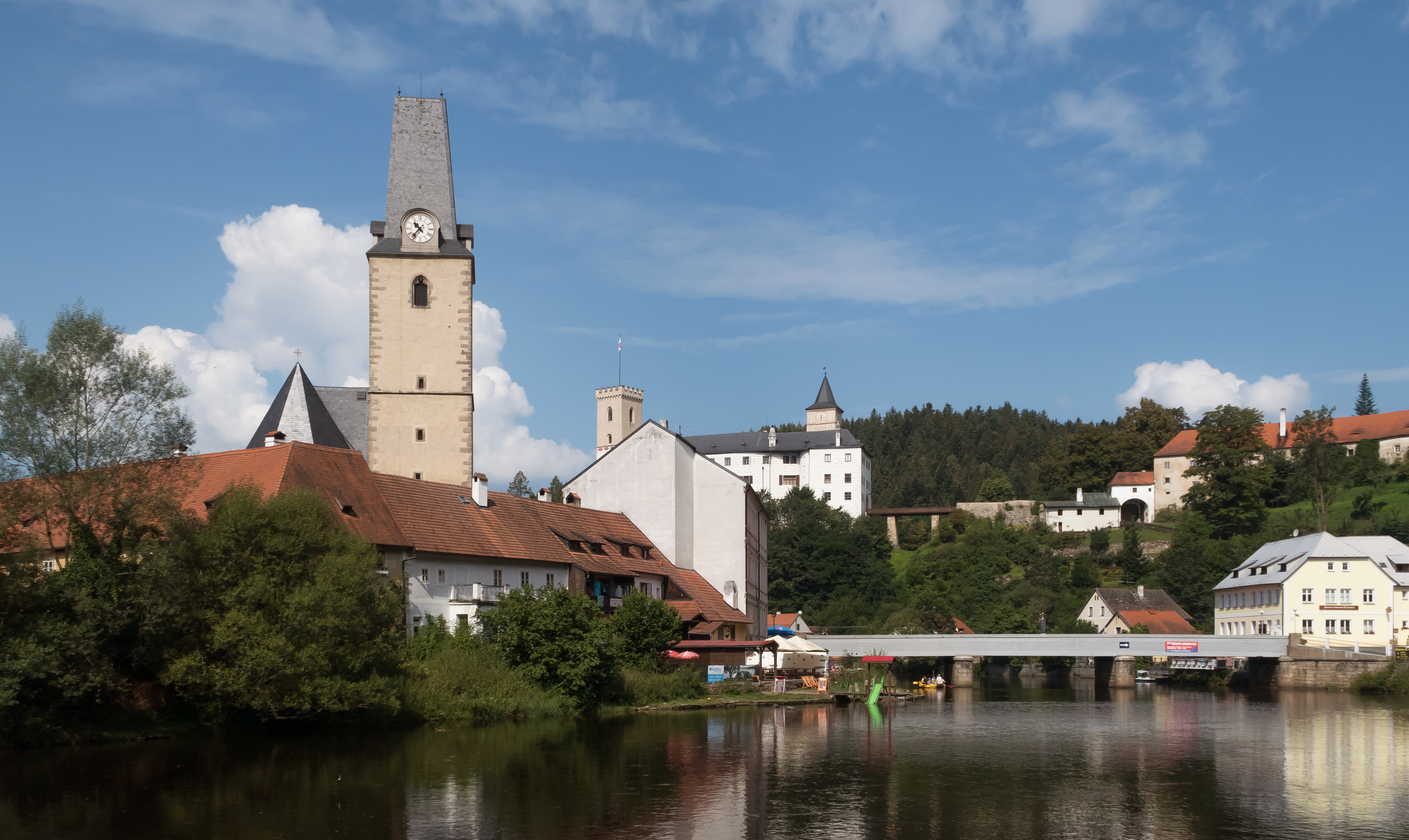
La iglesia: kostel svatého Mikuláše
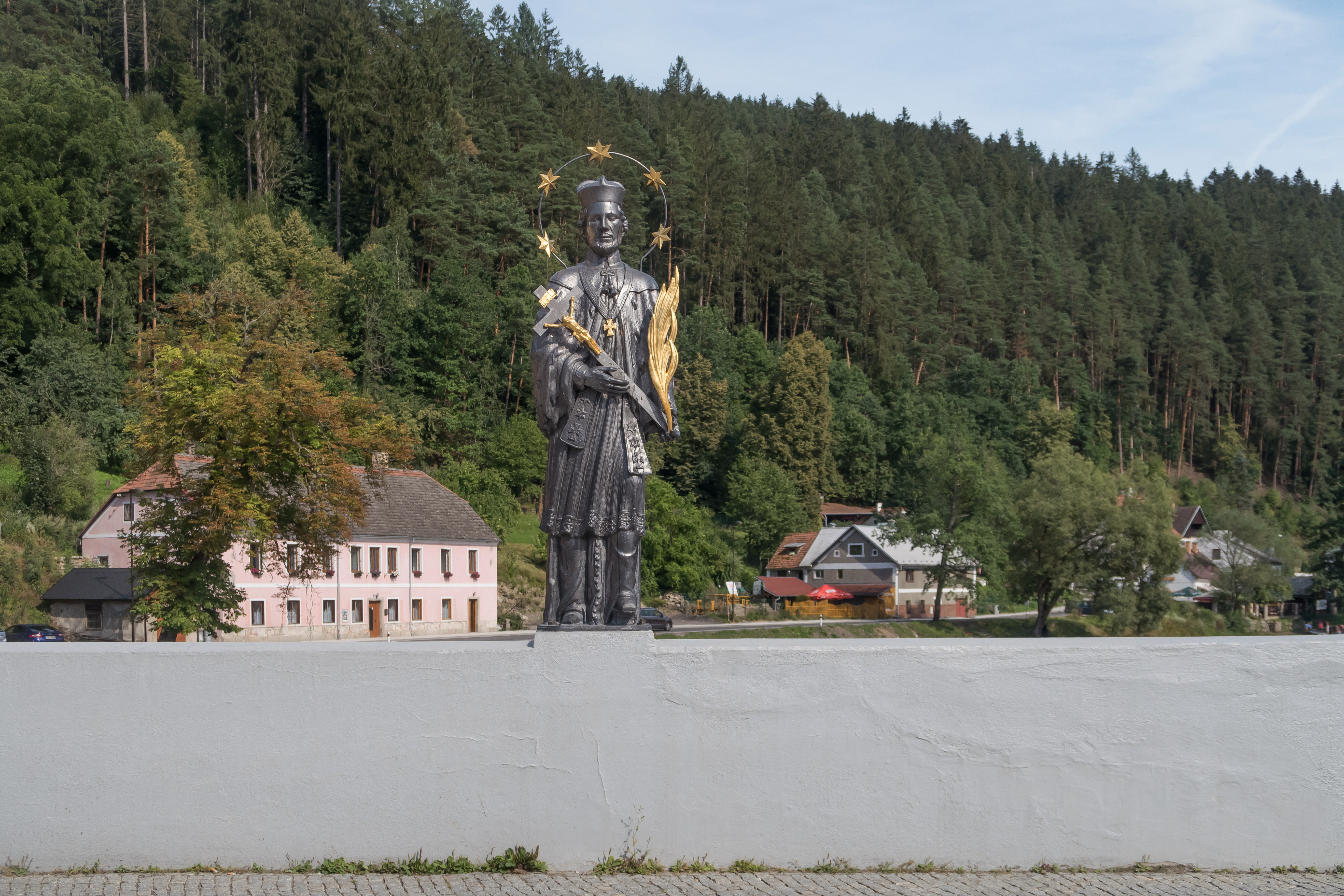
La escultura en el puente sobre el Vltava
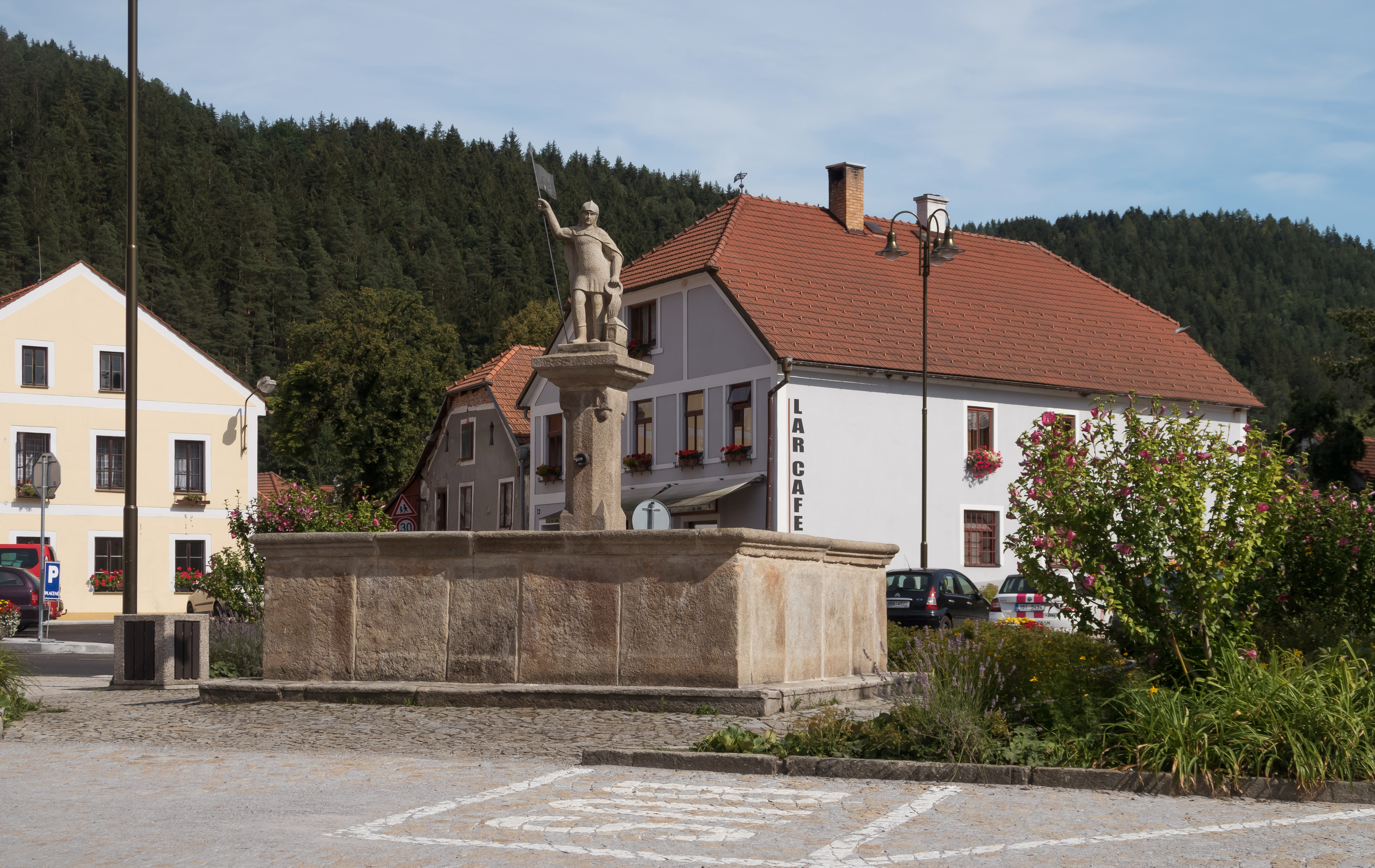
La escultura:  kašna se sochou svatého Floriána
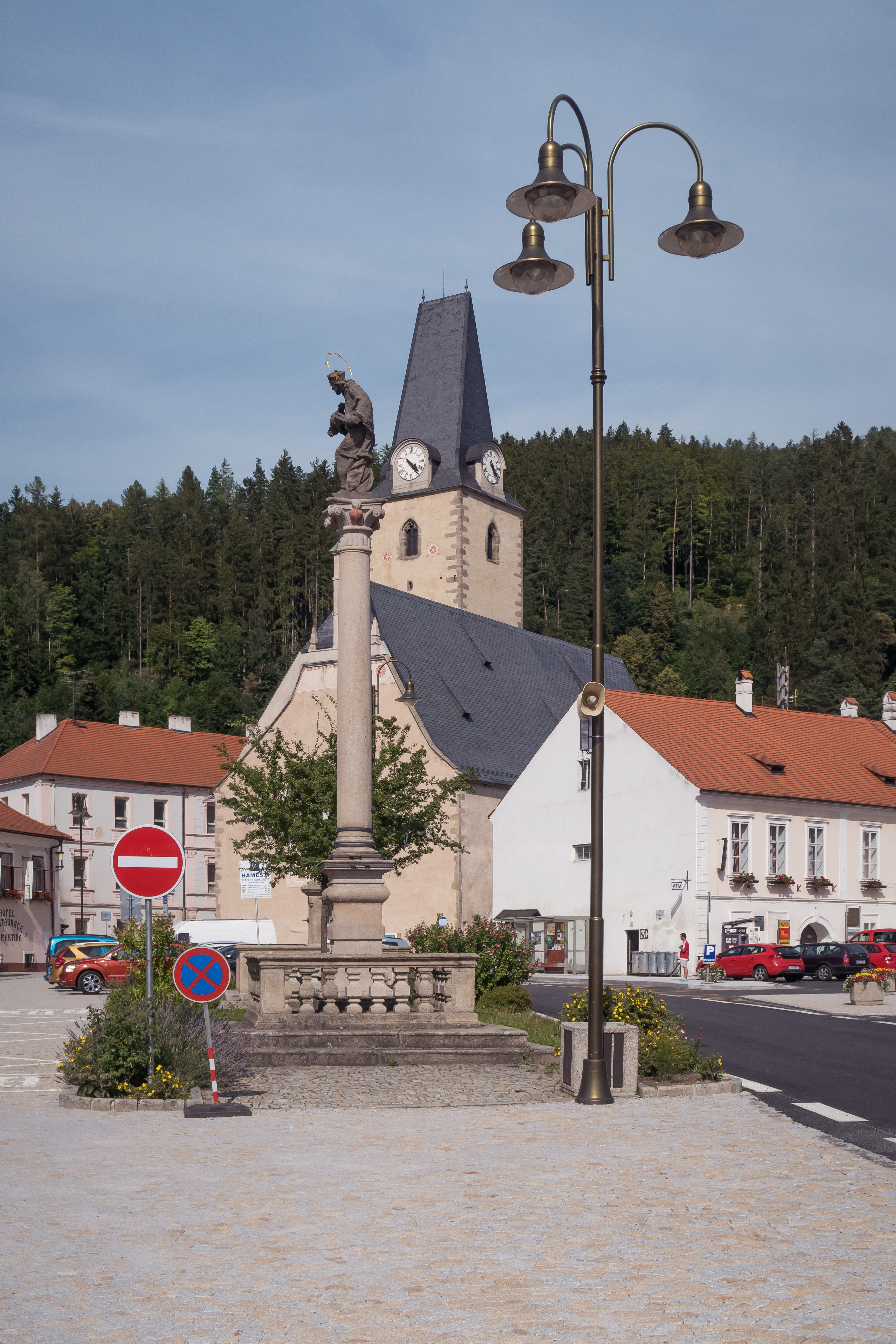
La escultura: socha svatého Jana Nepomuckého